# Informer
Informer är Snows debutsingel, utgiven den 20 augusti 1992. Singeln finns med på debutalbumet 12 Inches of Snow, utgivet den 19 januari 1993. "Informer" nådde första plats på Billboard Hot 100, första plats på Sverigetopplistan och andra plats på UK Singles Chart.

## Låtlista
CD-maxisingel
1. "Informer" (radio mix) – 4:11
2. "Informer" (album mix Rick the Mexican remix edit) – 4:28
3. "Informer" (drum mix) – 4:12
4. "Informer" (Clark's Fat Bass mix) – 4:39
5. "Informer" (Clark's Super mix) – 4:51

Vinylsingel (7")
1. "Informer" (radio edit) – 4:05
2. "Informer" (album mix Rick the Mexican remix edit) – 4:28

Maxisingel (12")
1. "Informer" (LP version Rick the Mexican remix edit) – 4:28
2. "Informer" (drum mix) – 4:12
3. "Informer" (dub) – 4:12
4. "Informer" (Clark's Fat Bass mix) – 4:39
5. "Informer" (Clark's Super radio mix) – 4:11
6. "Informer" (super dub) – 4:50

Kassettsingel
1. "Informer" (LP version Rick the Mexican remix edit) – 4:30
2. "Informer" (drum mix) – 4:13